# Église Saint-Lubin-et-Saint-Jean-Baptiste de Rambouillet
Pour les articles homonymes, voir Église Saint-Lubin.
L'église Saint-Lubin-et-Saint-Jean-Baptiste de Rambouillet est une église de style néo-gothique construite au XIXe siècle à Rambouillet, dans le département français des Yvelines et la région Île-de-France.
Elle honore Lubin de Chartres, le saint patron de la ville. L'édifice est inscrit au titre des monuments historiques depuis 2003.

## Histoire
Il y a trace, dès la fin du Xe siècle, d'une église située place René-Masson, près de l'emplacement de l'hôtel de ville actuel. En 1847, le curé de la paroisse, Pierre Jouy, dénonce la taille insuffisante et le délabrement de l'église médiévale ; en 1858, il exprime sa préférence pour l'emplacement d'un futur second édifice religieux.
Le 18 février 1860, le conseil municipal discute la création d'une nouvelle église. Le 15 décembre de la même année est voté à l'unanimité le principe de la construction ; une commission est créée avec pour mission de rechercher l'emplacement adéquat du nouveau bâtiment. Une surtaxe d'octroi devra financer le chantier. Après un premier projet confié à l'architecte Alexandre de Grigny et vivement critiqué par l’architecte du diocèse Hippolyte Blondel, un concours public est ouvert le 28 août 1864 ; il stipule que le coût de la construction est limité à 340 000 francs. Cinq propositions sont retenues par le jury (composé d'inspecteurs généraux des édifices diocésains), le 9 janvier 1865. Le 30 mai, le projet no 2, porté par Anatole de Baudot – élève de l'architecte Eugène Viollet-le-Duc –, est retenu ; le garde des sceaux approuve la décision le 3 juin.
Courant 1867 et 1868, des expropriations sont menées, notamment afin d'aménager les abords de la future église et la rue Napoléon, qui y mène. Le 23 juin 1867, l'adjudication des travaux, dont le coût est estimé à 400 000 francs, a lieu à l'hôtel de ville. La première pierre de l'édifice est posée le 14 avril 1868. L'édifice paroissial est consacré le 5 septembre 1871 par Mgr Mabile, évêque de Versailles,. En 1872, l'église de la place René-Masson est détruite.
Le coût de l'église est financé à hauteur de 100 000 francs par la cassette personnelle de l'empereur Napoléon III, 100 000 francs par le ministère des Cultes et 200 000 francs sont empruntés par la mairie.

## Architecture
Le 23 avril (ou 25 mai) 1870, le ministre des Beaux-Arts commande à deux sculpteurs, François-Antoine Zoegger et Louis-Gustave Gaudran, deux statues de pierre représentant des anges musiciens, ensuite installées à l'arrière du chœur,.

## Galerie photographique

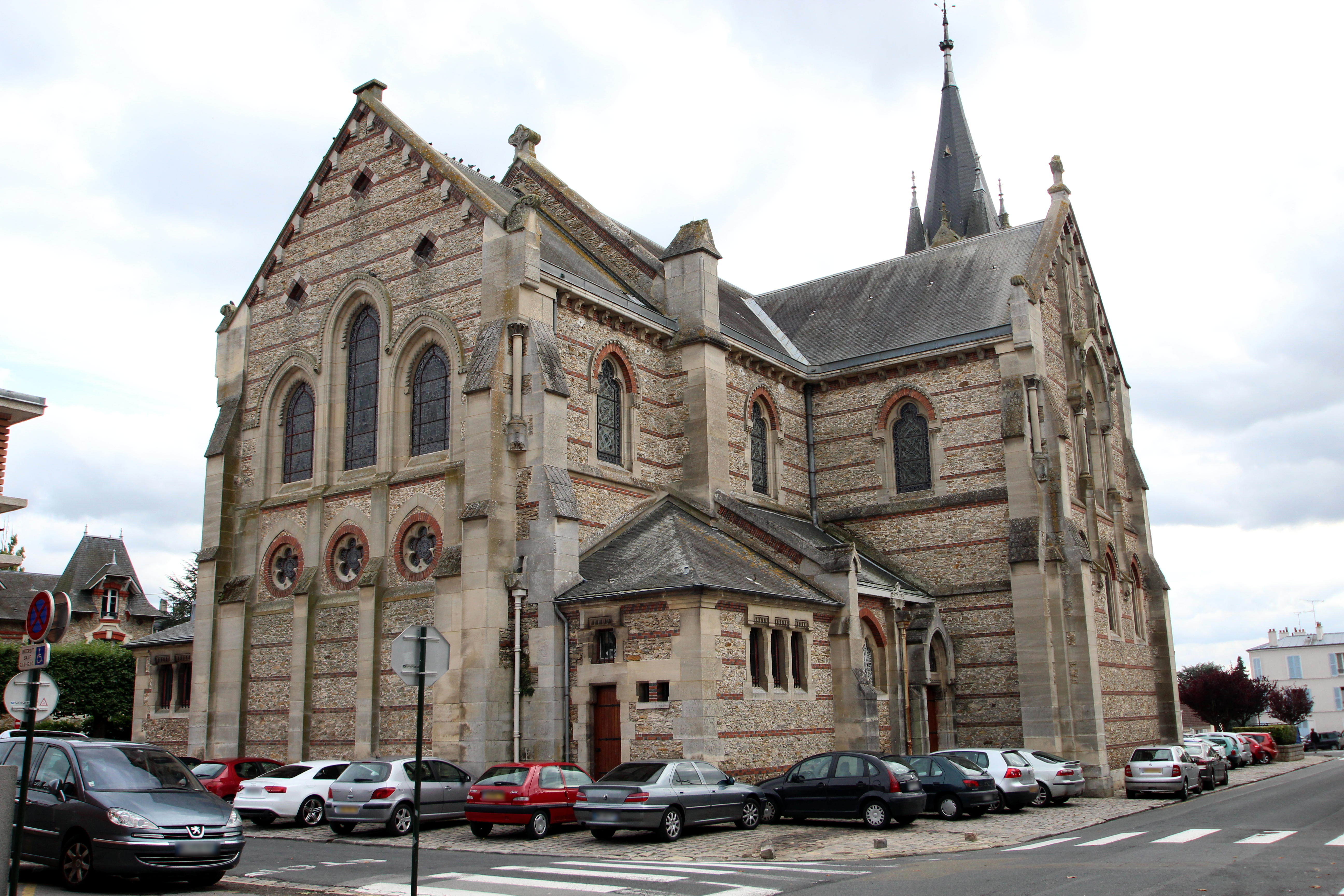
Arrière de l'église.
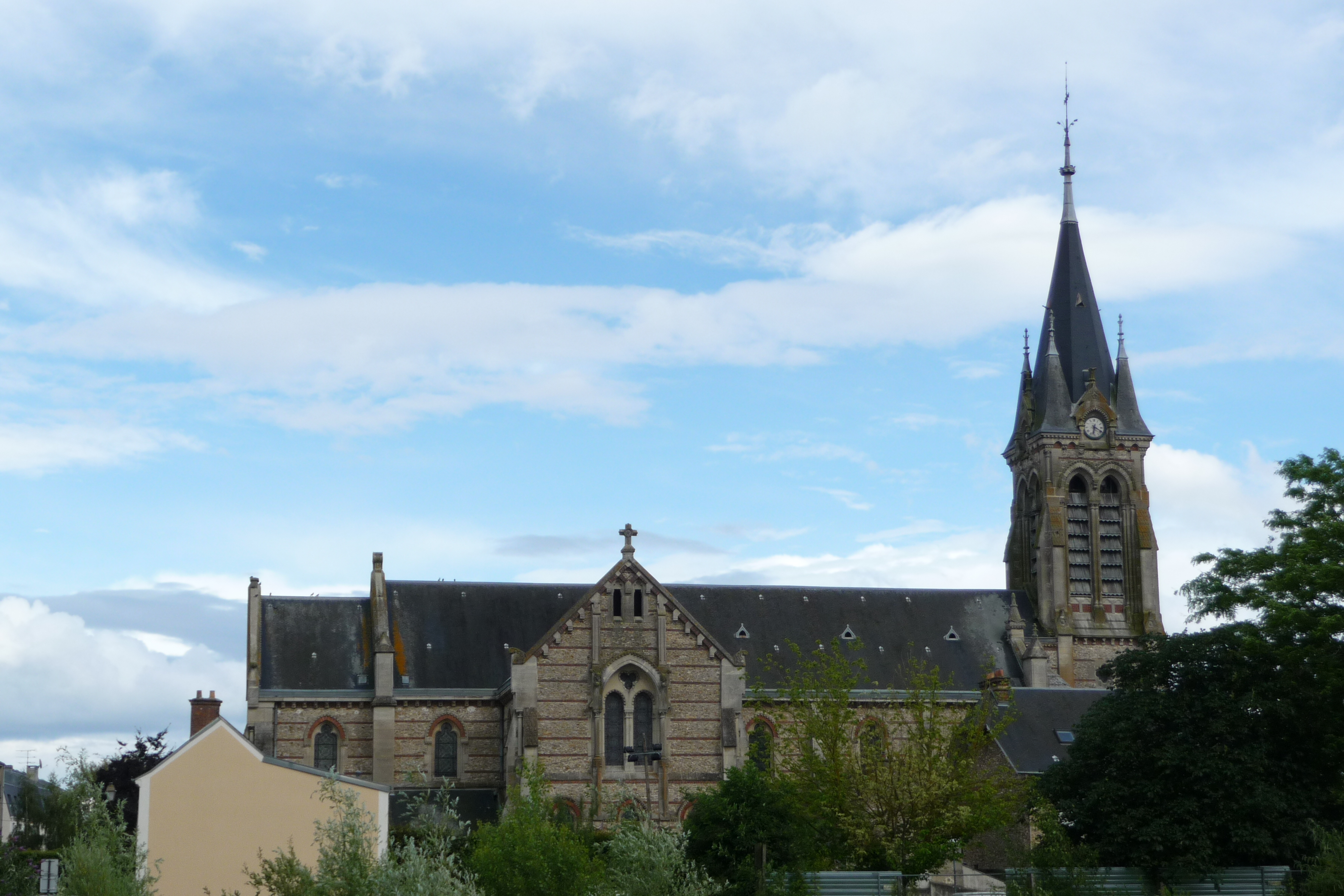
Vue latérale d'ensemble.
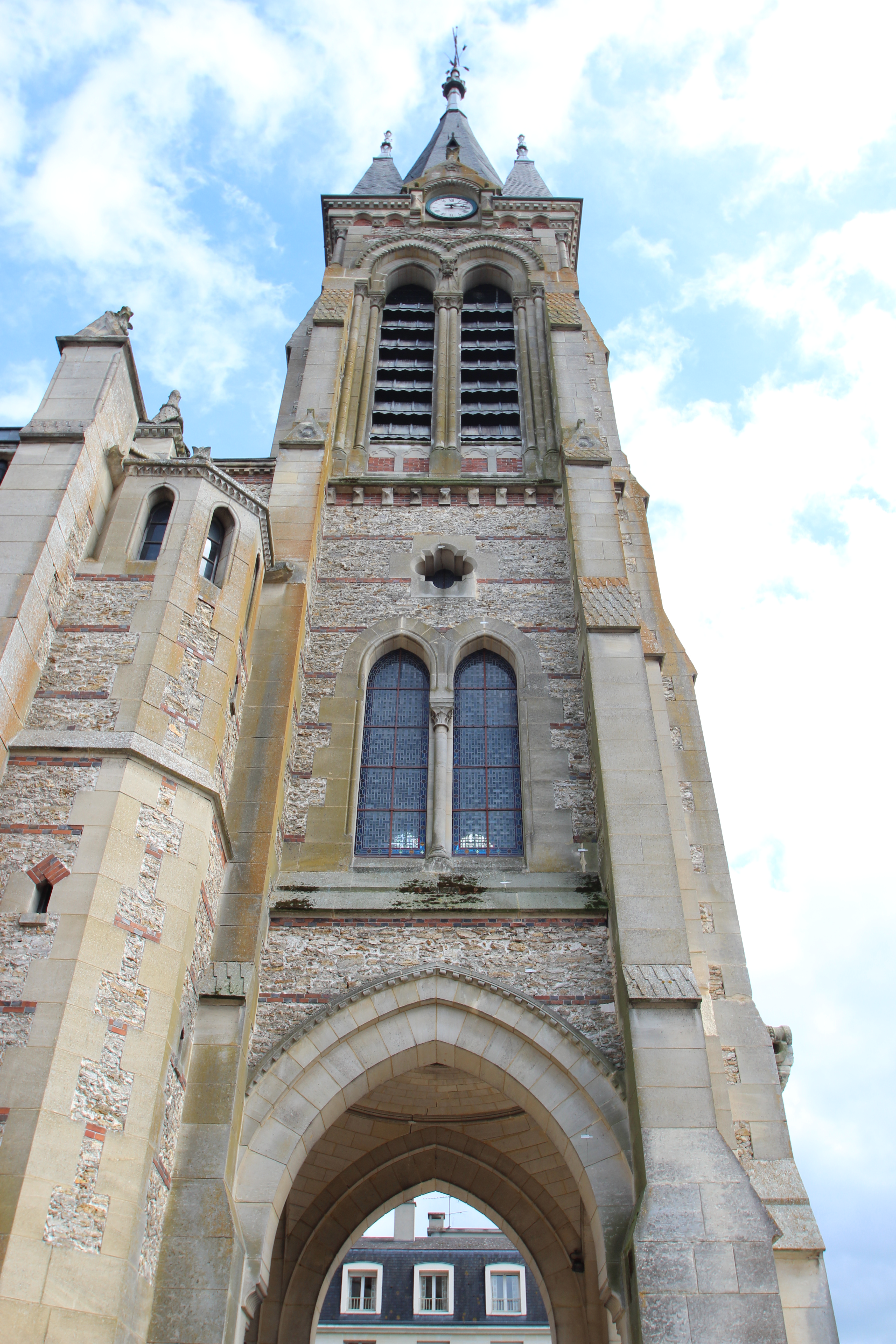
Clocher, vu de côté.
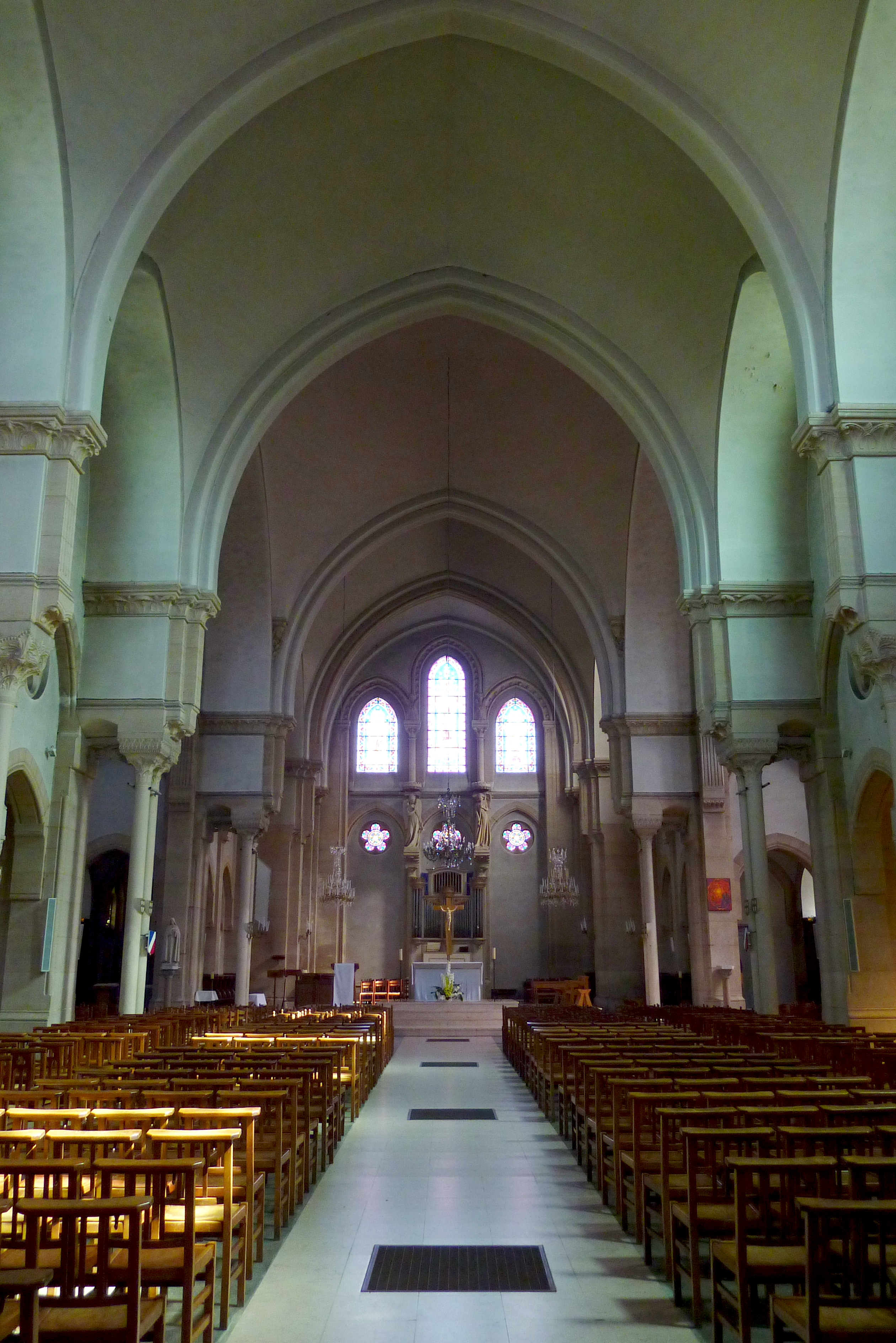
Nef de l'église.
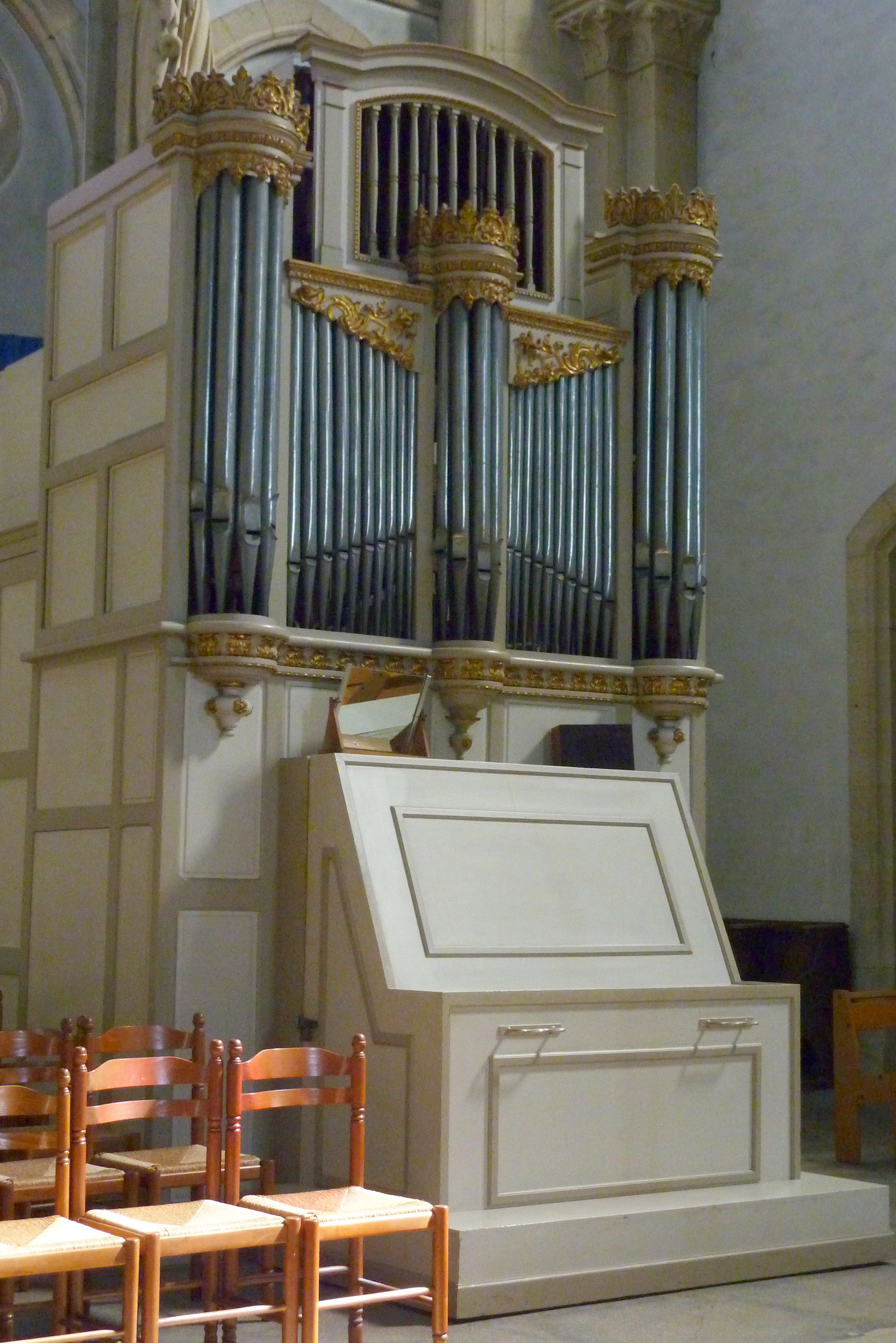
Orgue, acquis en 1850 pour l'ancienne église[3].
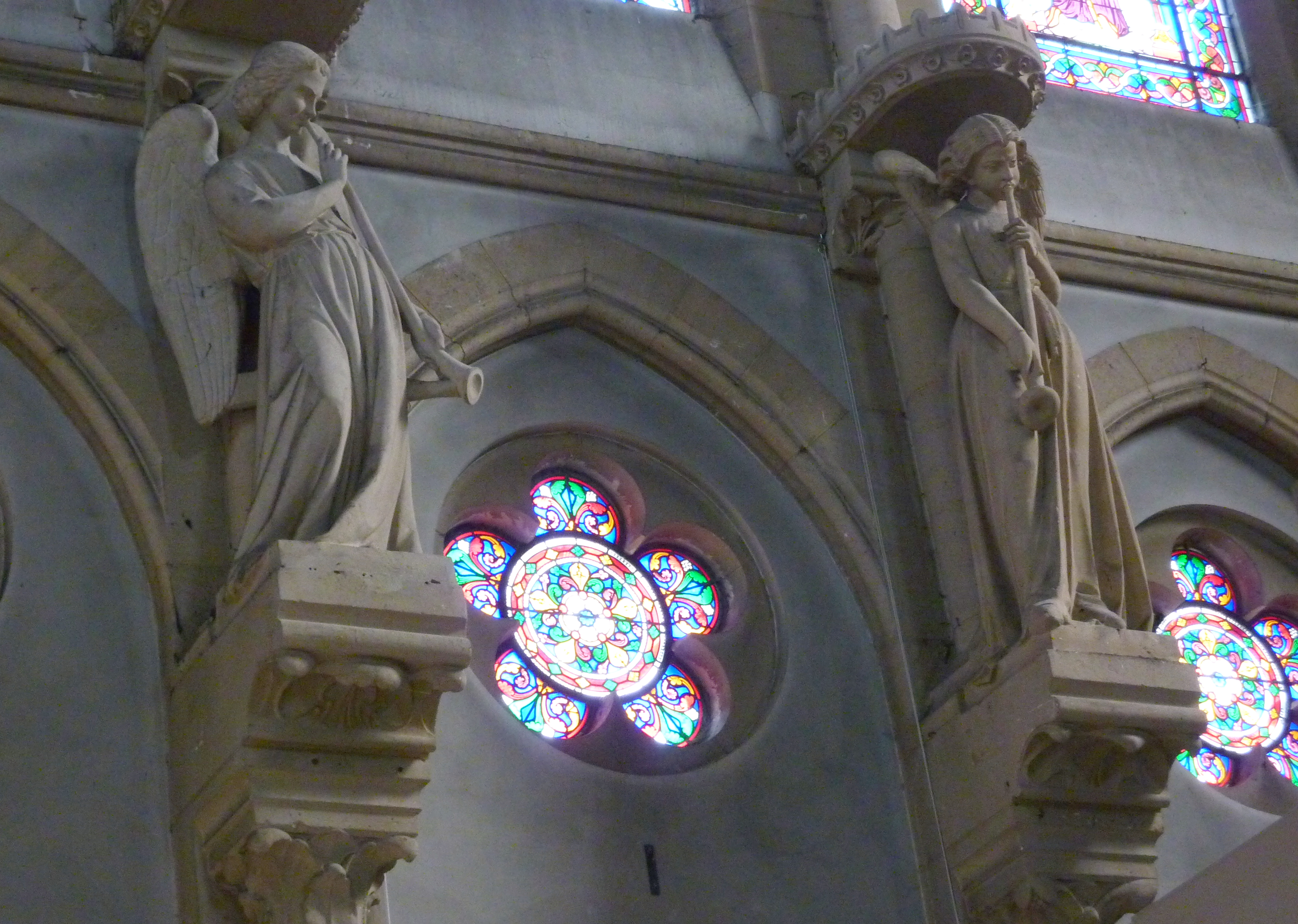
Statues de deux anges musiciens, sculptées par Zoegger et Gaudran.
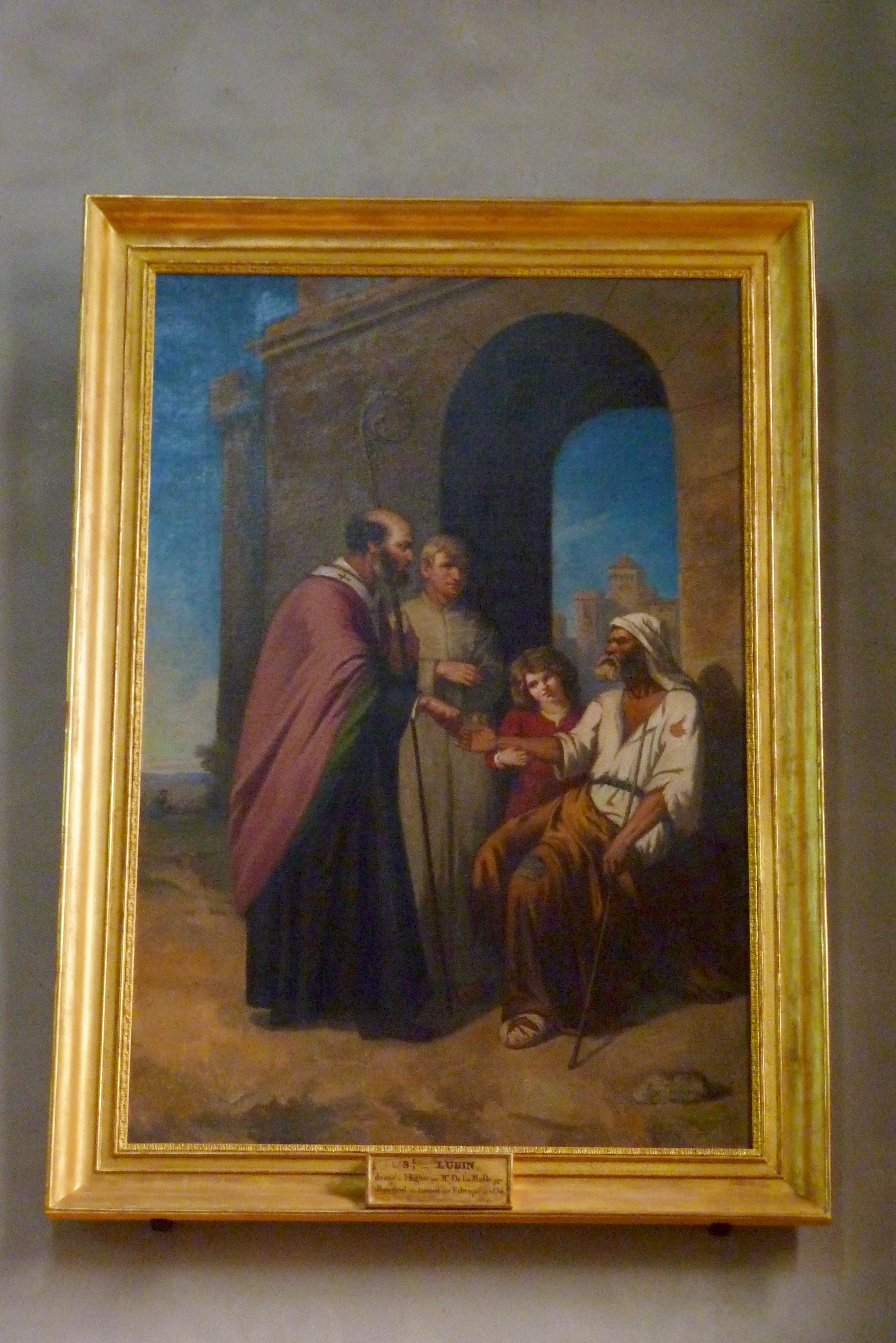
Saint Lubin faisant l’aumône, toile d'Eugène Tourneux (XIXe siècle)[7].